# روکه ماراپدی
روکه ماراپدی (انگلیسی: Roqué Marrapodi; ۱۸ ژوئن ۱۹۱۹ – ۱۴ ژوئن ۱۹۹۴) بازیکن فوتبال اهل آرژانتین بود.
وی همچنین در تیم ملی فوتبال آرژانتین بازی کرده‌است.